# NGC 672
NGC 672 is een balkspiraalstelsel in het sterrenbeeld Driehoek. Het hemelobject werd op 26 oktober 1786 ontdekt door de Duits-Britse astronoom William Herschel.

## Synoniemen
- PGC 6595
- UGC 1256
- IRAS01450+2710
- MCG 4-5-11
- VV 338
- ZWG 482.16
- KCPG 40B

## Collinder 21 (Cr 21)
Ongeveer een halve graad ten zuidoosten van NGC 672 is de open sterrenhoop Collinder 21 te vinden, die dankzij de merkwaardige vorm de bijnaam David's D heeft gekregen. Door de schaarste aan sterren kan Collinder 21 eerder als telescopish asterisme beschouwd worden dan als open sterrenhoop.